# Васягін Семен Петрович
Семе́н Петро́вич Васягін (2 [15] лютого 1910, село Беляєво Корчевського повіту Тверської губернії, нині у складі Кімрського району Тверської області — 14 квітня 1991, Москва) — радянський військовий діяч, політпрацівник Збройних сил, генерал армії. Депутат Верховної Ради СРСР 4-го (1954—1958) і 6—10-го (1962—1984) скликань. Член Центральної ревізійної комісії КПРС у 1966—1981 роках.

## Біографія
Народився в селянській родині. Трудову діяльність розпочав у чотирнадцятирічному віці робітником-будівельником. Після закінчення школи став завідувачем бібліотеки. Потім працював в органах суду і прокуратури.
У 1932 році призваний на строкову службу в Червону армію, служив червоноармійцем в залізничних військах.
Член ВКП(б) з 1932 року.
У 1933 році переведений на партійно-політичну роботу в війська НКВС СРСР, був секретарем бюро ВЛКСМ підрозділу, інструктором з політичної роботи у військах, помічником начальника політичного відділу військової частини по комсомольській роботі, старшим інструктором Головного управління політичної пропаганди прикордонних і внутрішніх військ НКВС СРСР.
Закінчив Комуністичний університет у Москві в 1937 році.
У 1939 році, деякий час був комісаром Путивльського табору військовополонених поляків, захоплених під час Польського походу РСЧА.
У роки німецько-радянської війни з вересня 1941 року — в діючій Червоній армії. Спочатку був начальником політичного відділу 252-ї стрілецької дивізії на Західному і Калінінському фронтах.
З серпня 1942 року воював у 381-й стрілецькій дивізії, яка входила до складу 39-ї армії і 3-ї ударної армії Калінінського і 1-го Прибалтійського фронтів. Обіймав посади комісара дивізії, з жовтня 1942 року — заступника командира дивізії з політчастини, з червня 1943 року — начальника політичного відділу — заступника командира дивізії з політчастини.
З 1944 року до кінця війни — начальник політичного відділу  — заступник командира з політчастини 60-го стрілецького корпусу на 3-му Білоруському фронті, брав участь у Східно-Прусської наступальної операції.
Після війни, у 1945—1948 роках продовжував обіймати посаду начальника політвідділу — заступника командира з політчастини 60-го стрілецького корпусу Північно-Кавказького військового округу.
У 1948 році закінчив курси перепідготовки політичного складу при Військово-політичної академії імені Леніна.
З серпня 1949 року — начальник Політичного управління і заступник командувача військ Архангельського військового округу. У квітні 1950 — 1953 року — начальник Політичного управління військ Далекого Сходу, в квітні 1953 — вересні 1957 року — член Військової ради — начальник Політичного управління Далекосхідного військового округу.
У вересні 1957 — травні 1958 року — член Військової ради — начальник Політичного управління Одеського військового округу.
У травні 1958 — 1967 року — член Військової ради — начальник Політичного управління Групи радянських військ у Німеччині.
У 1967—1980 роках — член Військової ради — начальник Політичного управління Сухопутних військ СРСР.
У 1980 — квітні 1991 року — військовий інспектор — радник Групи генеральних інспекторів Міністерства оборони СРСР.
Помер 14 квітня 1991 року. Похований на Новодівичому кладовищі Москви.

## Звання
- генерал-майор (11.05.1949)
- генерал-лейтенант (8.08.1955)
- генерал-полковник (25.05.1959)
- генерал армії (19.02.1976)

## Нагороди СРСР
- Орден Жовтневої Революції (14.02.1980)
- чотири ордени Червоного Прапора (у тому числі 05.05.1942 31.03.1945, 1952)
- Орден Кутузова 2-го ступеня (19.09.1944)
- два ордена Вітчизняної війни 1-го ступеня (02.05.1943, 1985)
- два ордени Трудового Червоного Прапора (у тому числі 04.02.1970)
- ордена «За службу Батьківщині у Збройних Силах СРСР» 2-го і 3-го ступенів (1975, 1990)
- два ордена Червоної Зірки
- Медаль «За бойові заслуги»
- Медаль «На відзначення 100-річчя з дня народження Володимира Ілліча Леніна»
- Медаль «За перемогу над Німеччиною у Великій Вітчизняній війні 1941—1945 рр.»
- Медаль «Двадцять років Перемоги у Великій Вітчизняній війні 1941—1945 рр.»
- Медаль «Тридцять років Перемоги у Великій Вітчизняній війні 1941—1945 рр.»
- Медаль «В пам'ять 800-річчя Москви»
- 2 медалі «За освоєння цілинних земель»
- Медаль «30 років Радянській Армії та Флоту»
- Медаль «40 років Збройних Сил СРСР»
- Медаль «50 років Збройних Сил СРСР»
- Медаль «60 років Збройних Сил СРСР»

## Іноземні нагороди
- Офіцерський хрест ордена Відродження Польщі (ПНР)
- Орден «За заслуги перед Вітчизною» у золоті (НДР)
- Орден «9 вересня 1944 року» з мечами 2 ступеня (НРБ)
- два ордени Бойового Червоного Прапора (МНР)
- Медаль «50 років МНР» (МНР)
- Медаль «50 років МНА» (МНР)
- Медаль «30 років Халхін-Гольської Перемоги» (МНР)
- Медаль За бойової співдружності" в сріблі (ВНР)
- Медаль «Військова доблесть» (СРР)
- Медаль «100 років з дня народження Георгія Димитрова» (НРБ)
- Медаль «Воїну-інтернаціоналісту від вдячного афганського народу» (ДРА)
- Медаль «Братерство по зброї» у золоті (НДР)
- Медаль «За зміцнення братства по зброї» 1 ступеня (ЧССР)